# B-Real
Louis Freese (Los Angeles, 2 juni 1970) is een Amerikaanse rapper, beter bekend als B-Real. Hij is de frontman van Cypress Hill. B-Real heeft een Mexicaanse en Cubaanse achtergrond. In 2009 kwam zijn eerste soloalbum Smoke N Mirrors uit. Naast muziek heeft B-Real ook in enkele films gespeeld.

## Biografie

### Jeugd
Louis Freese werd in 1970 geboren in Los Angeles als zoon van een Mexicaanse vader en een Cubaanse moeder. Toen hij vijf jaar was verhuisde hij naar South Gate. Zijn moeder was in Cuba betrokken bij een anti-Castro beweging en ontsnapte daar uit een gevangenis om naar de Verenigde Staten te vluchten. Freese' ouders waren vaak te vinden in het criminele circuit rond Los Angeles. Dit gebeurde uit noodzaak, omdat de familie weinig financiële middelen hadden. Freese' vader probeerde Louis uit de criminaliteit te houden, wat zorgde voor de nodige botsingen tussen de twee. Een vervolg in de criminaliteit was echter onvermijdelijk.
Op zijn twaalfde kwam Freese voor het eerst in aanraking met de politie na winkeldiefstal. Niet lang daarna ontmoette hij Senen Reyes (later bekend als Sen Dog), die op dat moment de leiding had in de ondergrondse criminaliteit van South Gate. Freese sloot zich aan bij de Bloods, een straatbende gericht op Afro-Amerikanen. Zijn heftigste periode omschreef hij zelf als "tussen 1986 en 1989, toen mijn vrienden en ik continu kogels aan het ontwijken waren." In 1988 werd Freese geraakt na een drugs-gerelateerde schietpartij. Na dit incident besloot Freese uit het straatleven te stappen en zich op hiphop te richten.
In 1988 raakte Freese voor het eerst serieus geïnteresseerd in hiphop, toen hij Ulpiano Sergio Reyes (de broer van Sen Dog en later bekend als Mellow Man Ace) hoorde rappen. Via Julio Gonzalez (alias Julio G), een DJ uit Lynwood, ontmoette hij Lawrence Muggerud, alias Muggs. Onder de naam B-Real vormde hij een duo met Muggs. B-Real verzorgde de vocalen, terwijl Muggs diskjockey werd. Ondertussen werkten Sen Dog en Mellow Man Ace ook samen. Uiteindelijk voegde Sen Dog zich bij B-Real en Muggs. De groep begon demo's op te nemen, maar na enkele jaren was er nog steeds geen doorbraak. B-Real wilde stoppen omdat hij veronderstelde dat je geen geld kon verdienen met hiphop. Sen Dog en Muggs haalden hem toch over en B-Real ging door.

### Cypress Hill
De bandleden namen een demo op van 3 nummers, die later tezamen How I Could Just Kill A Man zou vormen. Met deze demo kon Cypress Hill zijn eerste contract bij Sony/Ruffhouse tekenen. Het eerste album werd in Californië opgenomen. Na afronding ging de band toeren met Naughty by Nature. Er kwam steeds meer bekendheid, zeker toen MTV How I Could Just Kill A Man veelvuldig ging draaien. Een jaar later was het debuutalbum platina. Voor de opnamen van het tweede album ging B-Real bij Muggs in Queens wonen. In New York gebeurde ook de meeste opnamen.

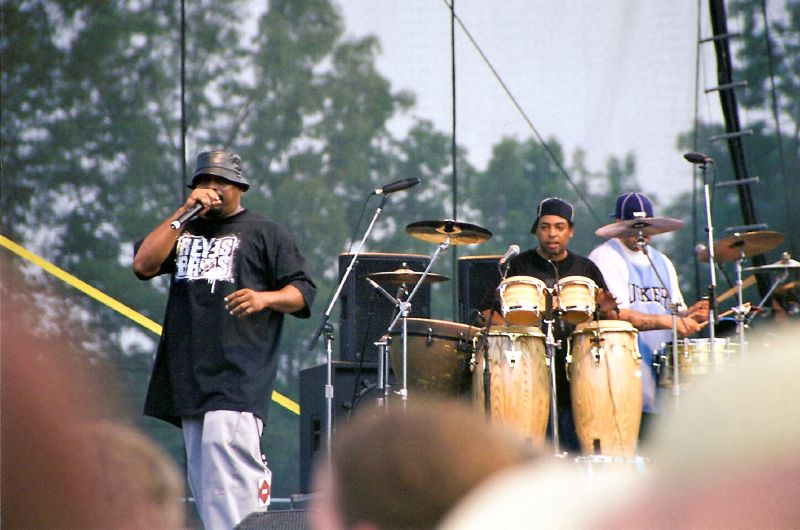
Cypress Hill op het Bonnaroo Fesival in 2006.

Het tweede album Black Sunday kwam uit en het nummer Insane in the Brain werd een grote hit. De release van het album betekent ook de eerste Europese toer van de band. In 1994 kreeg B-Real een relatie met Carmen Electra. Deze duurde 4 jaar; in februari 1998 gingen de twee uit elkaar. Het derde album was minder succesvol dan Black Sunday. Sen Dog nam een pauze en Muggs ging donkere muziek maken, wat het publiek minder aansprak. Het vierde album IV kwam uit in 1998. Daarna kwamen nog Skull & Bones, Stoned Raiders en Till Death Do Us Part uit. In 2005 kwam het greatest hits-album Greatest Hits From the Bong uit.

### Overige projecten
In de jaren 90 had B-Real zijn eigen project: The Psycho Realm, waarmee hij 2 albums uitbracht (The Psycho Realm en A War Story). Psycho Realm was een hiphopgroep uit Los Angeles, bestaande uit Jacken (Joaquin Gonzalez) en Big Duke (Gustavo Gonzalez). In 2000 had hij een kortstondig project met Mellow Man Ace: Serial Rhyme Killers. Onder deze naam brachten de twee een single uit. Ook werd er een album opgenomen, maar die is nooit uitgebracht. B-Real heeft 3 mixtapes uitgebracht, The Gunslinger: Volume I, The Gunslinger Part. II: Fist Full of Dollars en The Gunslinger: III: For a Few Dollars More. In 2009 komt Smoke N Mirrors, het eerste solo-album van B-Real, uit.

## Inspiratie en stijl
B-Real kwam in de hiphopscene toen hij Mellow Man Ace hoorde rappen en onder de indruk was van zijn kwaliteiten. Hij schrijft veel van zijn teksten over zijn jeugd bij de Bloods. In die tijd heeft hij schietpartijen meegemaakt, sommigen waarbij zijn vrienden dood werden geschoten. Andere teksten gaan over drugsgebruik. Het nummer I Wanna Get High werd geïnspireerd door Searching For a Joint van Cedella
Marley (de moeder van Bob Marley). B-Real heeft zelf verklaard een grote Marley-fan te zijn.
B-Real is herkenbaar aan zijn overdreven nasale stem. Hij heeft deze stem meer uit noodzaak ontwikkeld. In de beginjaren van Cypress Hill vonden alle leden dat de optredens van B-Real niet goed genoeg waren en dat ze verbeterd moesten worden. Daarop ging B-Real allerlei stemmen uitproberen, waaronder een nasale versie. Deze sprak de leden wel aan en B-Real ging oefenen aan deze stem. Het duurde een tijd voordat B-Real deze stem onder de knie kreeg, maar iedereen was tevreden over het resultaat.

## Discografie en filmografie
| - 2009 • Smoke N Mirrors - 1997 • The Psycho Realm - 2000 • A War Story - 1991 • The Gunslinger Volume I - 1993 • The Gunslinger Part. II: Fist Full of Dollars - 1995 • The Gunslinger: III: For a Few Dollars More - 2014 • The Medication - 1991 • Cypress Hill - 1993 • Black Sunday - 1995 • III: Temples of Boom - 1996 • Unreleased and Revamped - 1998 • IV - 1999 • Los grandes éxitos en español - 2000 • Skull & Bones - 2000 • Live at the Fillmore - 2001 • Stoned Raiders - 2002 • Stash - 2004 • Till Death Do Us Part - 2005 • Greatest Hits From the Bong - 2009 • Rise Up | - 1992 • Get The Fist Movement - Ain't Got No Class - 1992 • Da Lench Mob - Get The Fist (met Ice Cube, J-Dee, Kam, King Tee, MC Eiht, Threat en Yo-Yo) - 1992 • House of Pain - Put Your Head Out - 1993 • Da Lench Mob - Ain't Got No Class - 1993 • Funkdoobiest - Wopbabalubop - 1994 • Beastie Boys - So What'cha Want (Soul Assassin Remix Version) - 1995 • Kausion - What That South Central Like - 1996 • B-Real, Busta Rhymes, Coolio, LL Cool J & Method Man - Hit 'Em High (The Monstars Anthem) - 1997 • Shaquille O'Neal, Ice Cube, B-Real, Peter Gunz & KRS-One - Men Of Steel - 1997 • DJ Muggs Presents Soul Assassins met Dr. Dre & B-Real - Puppet Master - 1997 • Big Pun - Wishful Thinking (met Fat Joe en Kool G Rap) - 1997 • MC Eiht - Tha Way We Run It - 1997 • Muggs - Puppet Master - 1999 • Reveille - Splitt (Comin' Out Swingin') - 1999 • Tash - Smokefest 1999 (met OutKast en Phil Da Agony) - 2000 • Everlast - Deadly Assassins - 2000 • Mellow Man Ace - Miracles (met Profound) - 2000 • Dilated Peoples - No Retreat - 2000 • Rage Against the Machine - How I Could Just Kill A Man (live) (met Sen Dog) - 2000 • OutKast - Xplosion - 2001 • De La Soul - Peer Pressure - 2001 • Fear Factory - Back The F*** Up - 2001 • Chino XL - Last Laugh - 2002 • Coolio - Skirrrrt - 2003 • Boo-Yaa T.R.I.B.E. - 911 (met Eminem) - 2004 • The Alchemist - Bang Out - 2004 • D12 - American Psycho II - 2005 • F.I.L.T.H.E.E. Immigrants - Remix (met Evidence, Guru en Rakaa Iriscience) - 2005 • Transplants - Killafornia - 2005 • Mack 10 - Step Yo Game Up - 2005 • Warren G - Get U Down - 2005 • Tony Touch - Play That Song (met Nina Sky) - 2005 • Proof - High Rollers - 2005 • DJ Quik - Fandango - 2005 • Guru - Real Life - 2006 • Nina Sky - (Hey DJ) Play That Song (met Tony Touch) - 2006 • Defari - Deepest Regards - 2006 • Snoop Dogg - Vato - 2007 • Necro & Ill Bill - Fuck Tony Montana |